# Östra Vemmerlöv
Östra Vemmerlöv is een plaats in de gemeente Simrishamn in Skåne, de zuidelijkste provincie van Zweden. De plaats heeft minder dan 200 inwoners. 

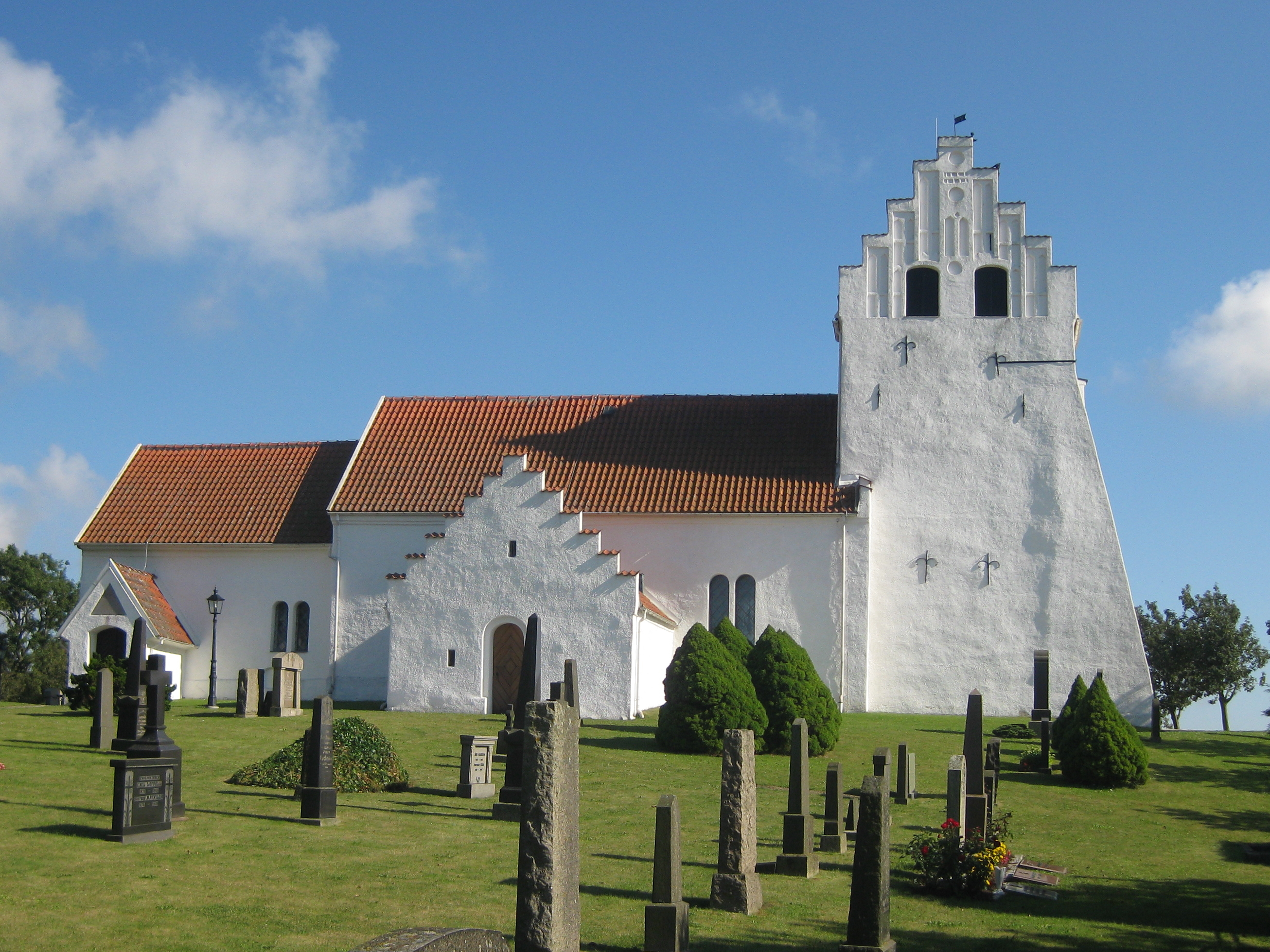
Kerk van Östra Vemmerlöv